# Porto Moniz (freguesia)
Porto Moniz is een plaats (freguesia) in de Portugese gemeente Porto Moniz en telt 1.668 inwoners (2011). De plaats ligt op het eiland Madeira aan de noordwestkust en is bekend om haar natuurlijke zwembaden. De belangrijkste bronnen van inkomst zijn toerisme, landbouw en visserij. 
Voor de kust ligt het eiland Ilhéu Mole met daarop de vuurtoren Farol do Porto Moniz.

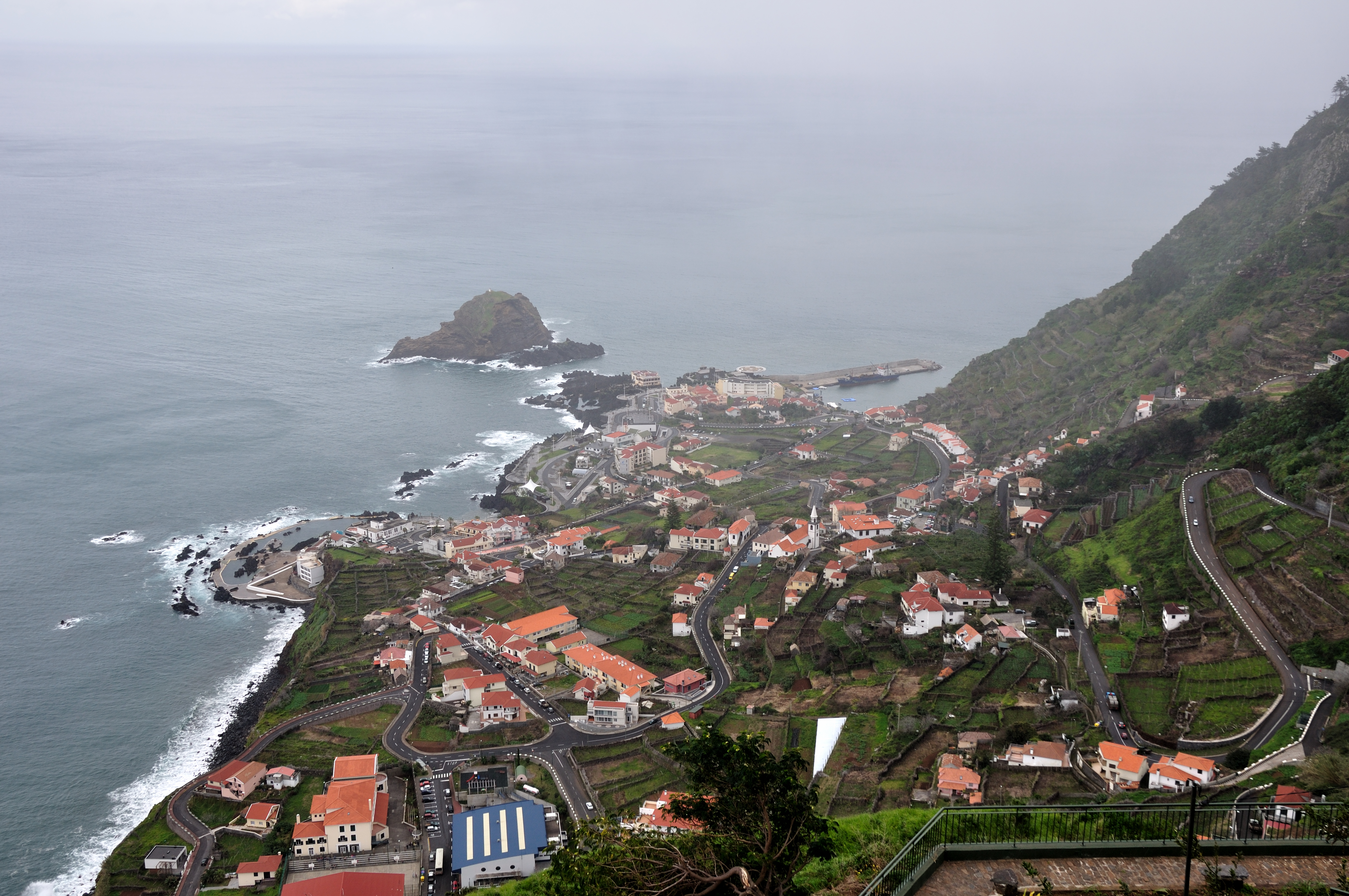